# Pittsburgh Pirates
El Pittsburgh Pirates és un club professional de beisbol estatunidenc de la ciutat de Pittsburgh que disputa la MLB.

## Palmarès
- Campionats de la MLB (5): 1979, 1971, 1960, 1925, 1909
- Campionats de la Lliga Nacional (9): 1979, 1971, 1960, 1927, 1925, 1909, 1903, 1902, 1901
- Campionats de la Divisió Est (9): 1992, 1991, 1990, 1979, 1975, 1974, 1972, 1971, 1970

## Evolució de la franquícia
- Pittsburgh Pirates (1891-present)
- Pittsburgh Innocents (1890)
- Pittsburgh Alleghenys (1887-1889)
- Allegheny (1882-1886)

## Colors
Negre, daurat i blanc.

## Estadis
- PNC Park (2001-present)
- Three Rivers Stadium (1970-2000)
- Forbes Field (1909-1970)
- Exposition Park (II) (1891-1909)
- Recreation Park (1884-1890)
- Exposition Park (I) (1882-1883)

## Números retirats
- Billy Meyer 1
- Ralph Kiner 4
- Willie Stargell 8
- Bill Mazeroski 9
- Paul Waner 11
- Pie Traynor 20
- Roberto Clemente 21
- Honus Wagner 33
- Danny Murtaugh 40
- Jackie Robinson 42